# Wolfenstein 3D
Wolfenstein 3D — компьютерная игра в жанре шутера от первого лица, разработанная компанией id Software и изданная Apogee Software. Выпущена 5 мая 1992 года для платформы DOS и впоследствии портирована на различные платформы, включая Super Nintendo Entertaiment System, Atari Jaguar, 3DO, Game Boy Advance, iOS и другие. Wolfenstein 3D является третьей игрой в серии игр Wolfenstein — источником вдохновения для её создателей послужила игра 1981 года Castle Wolfenstein. Игрок берёт на себя роль разведчика союзников Второй мировой войны Уильяма (Би-Джея) Бласковица, который пытается сбежать из места своего заключения — замка Вольфенштайн — и выполняет ряд диверсионных заданий против нацистского режима. На каждом уровне игрок должен сражаться с нацистскими солдатами, собаками и мутантами, используя нож и огнестрельное оружие, а также добраться до лифта или победить финального босса.
Wolfenstein 3D стала первым после игр серии Commander Keen крупным проектом id Software. В середине 1991 года программист id Software Джон Кармак экспериментировал с «быстрым» псевдотрёхмерным игровым движком, который был использован командой в играх Hovertank 3D и Catacomb 3-D, впоследствии использованных в качестве прототипов Wolfenstein 3D. После того, как компания решила перейти от «семейного» визуального стиля игр серии Commander Keen к более взрослому и жёсткому стилю, другой программист компании, Джон Ромеро, предложил сделать ремейк игры 1981 года Castle Wolfenstein в качестве быстрой экшен-игры. Он и геймдизайнер Том Холл разработали быстрый и жестокий, в отличие от других игр того времени, вариант игры, базирующийся на движке Кармака, художником выступил Адриан Кармак, а композитором — Бобби Принс. Игра была выпущена Apogee Software в 2 комплектах миссий, каждый из которых состоял из 3 эпизодов. Wolfenstein 3D распространялась по условно-бесплатной модели, где первый эпизод был бесплатным и подогревал интерес к покупке остальных последующих. Позже был выпущен дополнительный самостоятельный сборник эпизодов Spear of Destiny.
Wolfenstein 3D получила признание у критиков и награды от журналов в различных номинациях, а объём её продаж оценивается в 200 000 копий к концу 1993 года. Игра способствовала популяризации жанра шутера от первого лица, стала образцом для быстрых экшен-игр и установила планку технологического исполнения для последующих игр в жанре, а также продемонстрировала жизнеспособность условно-бесплатной модели распространения.

## Игровой процесс
Wolfenstein 3D является игрой в жанре шутер от первого лица, где игрок исполняет роль американского разведчика. Игра разделена на 6 эпизодов, каждый из которых состоит из 10 уровней (один из которых секретный). В свою очередь, каждый уровень представляет собой лабиринт, состоящий из комнат и открытых пространств, разделённых стенами и дверями. Кроме того, на каждом уровне есть потайные комнаты, где хранятся дополнительные предметы. Графически уровни Wolfenstein 3D выполнены в стиле нацистских бункеров и построек, и при этом в игре используется псевдотрёхмерность: уровни выполнены в трёхмерной перспективе, а враги и объекты представляют собой двумерные спрайты, нарисованные с нескольких заранее выбранных углов обзора.
Игроку противостоят вооружённые нацистские солдаты, мутанты и сторожевые собаки, которые атакуют главного героя, если тот попадает в поле их зрения. Помимо этого, некоторые категории противников реагируют на звуки выстрелов. В конце каждого эпизода происходит схватка с финальным боссом — особенно сильным уникальным противником.
По ходу прохождения игрок может найти боеприпасы и оружие, которые либо лежат в различных местах на полу, либо забираются у убитых противников. Из оружия доступны нож, пистолет, пистолет-пулемёт и многоствольный пулемёт. При этом в игре используется только один вид боеприпасов, подходящий для любого огнестрельного оружия.
Изначально игрок имеет 100 % очков здоровья, количество которых уменьшается в результате повреждений, наносимых противниками. Утраченное здоровье можно восстановить с помощью аптечек и еды. Если здоровье падает до 0 %, то главный герой умирает. Если ещё остаются «жизни», то игрок может начать проходить игру с того же уровня, но заново, и при этом теряется всё найденное оружие, кроме пистолета и оружия ближнего боя, а также все очки, заработанные за прохождение данного уровня. Если на момент гибели у игрока нет «жизней», то прохождение эпизода заканчивается. Для того, чтобы закончить уровень, игрок должен добраться до лифта. В конце каждого уровня идёт подсчёт (в процентах) устранённых игроком противников, найденных драгоценностей и скрытых помещений, а в конце каждого эпизода — подсчёт очков. В оригинальной игре можно сохраняться в любой момент, а в некоторых портированных версиях сохранять игровой прогресс возможно только между уровнями.

## Сюжет
Американский разведчик Уильям (Би-Джей) Бласковиц был захвачен в плен, пытаясь найти планы операции «Железный кулак» (Operation: Eisenfaust). В первом эпизоде, Escape from Castle Wolfenstein, главный герой бежит из места заключения — замка Вольфенштайн, а в конце эпизода сталкивается с первым боссом игры — Хансом Гроссе. После побега из замка Бласковиц вновь приступает к выполнению своей миссии в эпизоде Operation: Eisenfaust, где срывает план нацистов по созданию армии мутантов в замке Холлехаммер. В конце данного эпизода Би-Джей сталкивается с доктором Шаббсом и в бою побеждает его. В третьем и хронологически последнем эпизоде, Die, Fuhrer, Die!, Бласковиц проникает в бункер, расположенный под рейхстагом, и должен сразиться с финальным боссом, в роли которого выступает Адольф Гитлер, закованный в роботизированную броню и вооружённый четырьмя четырёхствольными пулемётами.
Второй блок эпизодов, названный The Nocturnal Missions, представляет собой приквел первой трилогии эпизодов и повествует о разработке нацистами химического оружия. В эпизоде A Dark Secret задача Би-Джея состоит в том, чтобы проникнуть в исследовательские лаборатории и уничтожить доктора Отто Гифтмахера, в Trail of the Madman Бласковиц должен выкрасть планы химической войны (нем. Giftkrieg), которые охраняет Гретель Гроссе, а в последнем эпизоде, который получил название Confrontation, происходит финальный бой между Би-Джеем и идеологом химической войны, генералом Феттгезихтом.
В конце каждого эпизода в игре представлена текстовая вставка, в которой рассказывается о последствиях уничтожения финального босса, а также о цели следующего эпизода.

## Разработка
В октябре — декабре 1990 года группa сотрудников компании Softdisk, которые называли себя Ideas from the Deep, разработала Commander Keen in Invasion of the Vorticons, первую игру серии Commander Keen. Эта команда Softdisk располагалась в городе Шривпорт (штат Луизиана) и разрабатывала игры для подписчиков журнала Gamer’s Edge. В её состав входили программисты Джон Ромеро и Джон Кармак, геймдизайнер Том Холл, художник Адриан Кармак и менеджер Джей Уилбур. После выпуска Commander Keen in Invasion of the Vorticons, которая была издана Apogee Software в условно-бесплатном формате, команда планировала уйти из Softdisk и основать собственную компанию. Однако Эл Вековиус, владелец Softdisk и их начальник, узнал о их планах и заметил несанкционированное использование ресурсов компании — команда занималась разработкой игры в офисе и в рабочее время, а на выходных забирала компьютеры компании домой к Джону Кармаку для продолжения работ. Во время обсуждения с Элом сотрудники не стали скрывать свои планы. После нескольких недель переговоров Ромеро и Кармак согласились заключить контракт на создание нескольких игр для Gamer’s Edge, в рамках которого от них требовалось выпускать по одной игре каждые два месяца.
С февраля 1991 года Ideas from the Deep официально стали самостоятельной фирмой id Software. Новая компания стала использовать в качестве прототипов игры, которые были созданы её членами во время работы в Softdisk. Адриан Кармак использовал в новых играх свой любимый мрачноватый художественный стиль, а Джон Кармак начал экспериментировать с трёхмерной графикой, которая тогда использовалась преимущественно в авиасимуляторах — например, в выпущенном в 1990 году Wing Commander. Он обнаружил, что это связано с ограничениями персональных компьютеров того времени, с трудом справлявшихся с быстрыми трёхмерными экшен-играми из-за большого числа поверхностей, которые им нужно было обрабатывать, но решил, что при дальнейшим росте мощностей компьютеров появление таких игр возможно.
В течение 1991 года Джон Кармак экспериментировал с ограничением количества видимых поверхностей, которые должен отображать компьютер, и создавал уровни, где стены строились по линиям плоской сетки, без произвольных форм и углов. Он также использовал необычный в то время подход с отображением графики с помощью метода бросания лучей, при котором требуется рассчитывать только поверхности, видимые игроку, а не всё окружающее его пространство. За шесть недель Кармак разработал простой трёхмерный движок, в котором для отображения противников использовались анимированные двумерные спрайты. Этот движок был использован в дальнейшем в игре Hovertank 3D, вышедшей в апреле 1991 года, где под контролем игрока находился летающий танк, который нужно было вести между цветными стенами и сражаться на нём с монстрами. Осенью 1991 года большая часть команды, за исключением Уилбура, переехала в город Мэдисон (штат Висконсин); тогда же Кармак в основном завершил работу над движком Commander Keen in Goodbye, Galaxy. После этого он пришёл к выводу, что сможет добавить текстуры на стены без принесения в жертву скорости работы движка или значительного увеличения системных требований, и за шесть недель усовершенствовал движок Hovertank 3D для другой игры для Softdisk, вышедшей в ноябре 1991 года, — Catacomb 3-D. Познакомившись с этой игрой, Скотт Миллер из Apogee Software решил, что id Software нужно создать трёхмерную условно-бесплатную игру.
В ноябре 1991 года, когда вторая трилогия эпизодов Commander Keen была близка к завершению и их контрактные обязательства перед Softdisk были почти выполнены, в id Software начали планировать свою следующую игру. Дизайнер Том Холл изначально хотел сделать третью трилогию эпизодов в серии Commander Keen, но на этом этапе Кармака, как программиста, интересовали уже не двухмерные платформеры, а трёхмерные экшен-игры. Первоначально Холл предложил разработчикам научно-фантастический проект под названием It’s Green and Pissed, однако затем Ромеро предложил сделать трёхмерный ремейк игры 1981 года Castle Wolfenstein. Эта идея заинтересовала команду, так как у Ромеро, Холла и Джона Кармака сохранились тёплые воспоминания об игре 1981 года, разработанной Muse Software. Кроме того, они понимали, что игровой процесс шутера с прохождением лабиринта хорошо подходит для трёхмерного движка Кармака. Адриану Кармаку также хотелось перейти от адаптированного для детей визуального стиля игр серии Commander Keen к чему-то более «взрослому». Ромеро, обрадованный энтузиазмом, который вызвало его предложение, развернул на его основе план «шумной» и «крутой» экшен-игры в быстром темпе, где игрок может стрелять в противников, а затем передвигать и обыскивать их тела. Ядро игрового процесса должно было быть быстрым и простым, так как Ромеро считал, что из-за новизны трёхмерных игр и интерфейса игрокам не будет нравиться сложный и медленный геймплей. Он чувствовал, что игра может занять уникальное место в индустрии, где тогда доминировали медленные симуляторы и стратегии. Адриан и Джон Кармаки были в восторге от данной перспективы, а Холл, несколько огорчённый тем, что они не стали продолжать его серию Commander Keen, всё же решил, что они могут вернуться к его собственным идеям позже.
Первоначально команда считала, что не сумеет получить права на имя Wolfenstein из-за проблем с товарным знаком, и начала перебирать различные варианты названия. Однако, связавшись с создателем Castle Wolfenstein Сайласом Уорнером, разработчики узнали, что Muse Software и компаний-наследников больше не существует и права на товарный знак истекли. Это дало возможность использовать название игры Уорнера, которое трансформировалось в Wolfenstein 3D. Концепция получила немедленное одобрение Скотта Миллера из Apogee Software, который считал id Software своими звёздными разработчиками и пообещал им 100 000 долларов США за проект. Марк Рейн, который на тот момент являлся исполняющим обязанности президента id Software, продал компании FormGen проект розничной версии Wolfenstein 3D. Та же компания с декабря 1991 года занималась продажами розничной версии Commander Keen in Aliens Ate My Babysitter. Таким образом id Software получила возможность продавать игру одновременно в условно-бесплатном формате распространения и в розницу.
Ромеро и Холл продумали игровой процесс и эстетику игры: первый хотел дать игроку возможность «мочить нацистов» вплоть до Гитлера собственной персоной в антураже нацистского бункера, полного солдат СС, собак, крови, «какой вы никогда не видели в играх», располагая простым, но смертоносным оружием. Холл спроектировал уровни и ввёл в игру предметы, которые игроку следовало собирать — различные сокровища и еду для восстановления здоровья. Кармак разработал ядро нового игрового движка за месяц, добавив несколько нововведений из движка Catacomb 3-D, включая поддержку дверей и декоративных элементов, которые можно было располагать не только на стенах. Однако в основном он сосредоточился на том, чтобы сделать игру более плавной и быстрой при использовании графики более высокого разрешения. Изначально в игре планировалось использовать 16-цветную EGA-графику, но за четыре месяца до выпуска она была заменена на 256-цветную VGA-графику. В Wolfenstein 3D использовалась псевдотрёхмерная графика, а визуализация стен производилась (как и до этого в Hovertank 3D) с помощью метода бросания лучей — особой разновидности трассировки лучей (англ. ray tracing). Ромеро подстраивал сюжет игры под новый движок; в ходе работы он отказался от некоторых ранее задуманных элементов (в частности от обыска убитых), которые, по его оценке, тормозили игровой процесс. Первоначально к работе над изображением был привлечён художник со стороны, который помогал Адриану Кармаку создавать анимированные текстуры стен. Однако команду не удовлетворило их качество, и в итоге они не были использованы. При проектировании уровней Ромеро и Холл использовали опыт игры Pac-Man, что было отмечено созданием скрытого уровня по её мотивам. Требуемая атмосфера в игре достигалась за счёт жестоких анимированных сцен расстрела противников от Адриана Кармака, а также музыки и звуковых эффектов, имитирующих стрельбу, от композитора игр серии Commander Keen Бобби Принса. С помощью 16-разрядной сэмплерной клавиатуры и кассетного рекордера Принс записал реалистичные звуки стрельбы и другие звуковые эффекты. Команда разработчиков и Скотт Миллер самостоятельно озвучили игровых противников.
В процессе дальнейшей работы над игрой id Software наняла своего бывшего коллегу из Softdisk, Кевина Клауда, на роль помощника художника. В это же время команда переехала в Мескит (штат Техас), поближе к штаб-квартире Apogee Software. Скотт Миллер был рад иметь своих «звёздных» разработчиков под рукой и согласился не только увеличить их роялти на 50 процентов, но и взять на Apogee Software их обязательства по созданию следующей игры для Softdisk (ScubaVenture), чтобы id Software могли сосредоточиться на Wolfenstein 3D. Игра должна была быть выпущена как условно-бесплатная, разделённая на три эпизода по 10 уровней, где первый эпизод был бесплатным. Карты уровней были созданы двухмерными с использованием специальной программы Tile Editor (TEd), которая ранее применялась при создании уровней для серии Commander Keen и некоторых других игр. Узнав, что разработчики создают по уровню каждый день, Миллер убедил id Software создать вместо трёх эпизодов шесть (в общей сложности 60 уровней), которые можно было бы продавать комплектами разного объёма. Примерно в это же время снова поменялись состав и структура компании: исполняющий обязанности президента Марк Рейн был уволен, а Джей Уилбур, который остался в Шривпорте, нанят вновь в качестве генерального директора. Бобби Принс для записи звуковых эффектов временно переехал в офис компании, а Адриан Кармак выехал оттуда, чтобы не страдать от шума.
Когда работа над игрой была близка к завершению, с id Software связались из FormGen, высказав опасения по поводу внутриигрового насилия и шокирующего содержания. В ответ id Software, наоборот, увеличила количество шокирующего контента в игре: Адриан Кармак добавил скелеты, трупы и пятна крови на стены, Холл и Ромеро — вопли и крики на немецком языке, а также Death Cam — вставку в конце каждого эпизода, которая повторно показывала смерть финального босса. В игру также добавили музыку «Хорста Весселя» (гимна НСДАП) в качестве сопровождения для стартового экрана. Помимо этого, Джон Кармак добавил в игру движущиеся стены, за которыми были спрятаны секретные комнаты. Том Холл месяцами до этого предлагал добавить этот элемент, но Кармак отказывался делать это, ссылаясь на технические проблемы. Холл добавил чит-коды и написал для игры предысторию. Иллюстрацию для обложки игры нарисовала американская художница Джули Белл. Ранним утром 5 мая 1992 года первый эпизод был завершён и опубликован Apogee и id Software на BBS. Остальные эпизоды были завершены несколькими неделями позже. Полный цикл разработки составил около полугода, стоимость проекта — около 26 000 долларов, не включая выплат зарплат сотрудникам по 750 долларов в месяц.

## Выпуск
Первый эпизод Wolfenstein 3D был издан 5 мая 1992 года компанией Apogee на условно-бесплатной основе, и тогда же поступила в продажу полная первая трилогия эпизодов. Однако приобретённые эпизоды не сразу были высланы покупателям. Вторая трилогия — которую Миллер ранее предлагал сделать для полного комплекта из 60 уровней — была вскоре выпущена в качестве дополнения The Nocturnal Missions. Игроки могли приобрести каждую трилогию отдельно или все вместе как единую игру. В 1993 году Apogee Software выпустила набор Wolfenstein 3D Super Upgrades, в котором было 815 уровней, созданных поклонниками игры, под общим названием WolfMaster, редактор карт MapEdit и генератор случайных уровней Wolf Creator. В том же году id Software выставила все 6 оригинальных эпизодов в розничную продажу с помощью компании GT Software, а в 1998 году совместно с корпорацией Activision выпустила сборник, в который вошли эти же эпизоды, а также 3 эпизода Spear of Destiny.
В id Software не были уверены в коммерческом успехе Wolfenstein 3D, но надеялись, что продажи игры принесут около 60 000 долларов за первый месяц. В действительности, как сообщал журнал PC Zone, Wolfenstein 3D стала самой покупаемой условно-бесплатной игрой в 1992 году. К концу 1993 года продажи Wolfenstein 3D и Spear of Destiny составили более 100 000 экземпляров. К середине 1994 года этот показатель достиг 150 000 экземпляров; по оценкам компании, к тому моменту по всему миру был распространён 1 миллион условно-бесплатных копий. Более 20 процентов этих продаж приходились на страны за пределами США, и это произошло, несмотря на отсутствие какой-либо маркетинговой кампании и наличие локализации только на одном языке — английском, а также на запрет продаж в Германии, вызванный наличием нацистской символики. Продажи Wolfenstein 3D значительно превышали продажи серии игр Commander Keen; если франшиза Commander Keen приносила Apogee Software около 10 000 долларов в месяц, то Wolfenstein 3D уже обеспечивала прибыль в размере 200 000 долларов в месяц.
Вместе с игрой были запущены две рекламные акции, впоследствии отменённые:
- На уровне-лабиринте была спрятана надпись Call Apogee and say Aardwolf; предполагалось, что первый человек, который найдёт данный знак и будет следовать инструкциям, получит приз, но создание и распространение редакторов уровней, а также появление взломанных версий игры вскоре после выпуска вынудило id Software и Apogee Software отказаться от этой идеи.
- После завершения эпизода каждому игроку в дополнение к сумме набранных очков и времени прохождения давался трёхбуквенный код. Его можно было использовать в качестве проверочного для участия в конкурсе игроков Wolfenstein 3D, но из-за распространённости программ-редакторов конкурс пришлось отменить ещё до его анонса.

Wolfenstein 3D была портирована на множество других платформ: в 1993 году была выпущена версия для аркадных автоматов VR, версии для Super Nintendo Entertainment System, Mac OS, Atari Jaguar, Acorn Archimedes и PC-98 вышли в 1994 году, для 3DO — в 1995 году, для Apple IIGS — в 1998 году. Версии для SNES и Jaguar были разработаны id Software, а остальные — другими компаниями. К более поздним изданиям относятся версия для Game Boy Advance, выпущенная в 2002 году, порты для Xbox 360 и PlayStation 3, выход которых состоялся в 2009 году, а также вышедшая в том же году iOS-версия. В 2007 году Wolfenstein 3D и другие игры id Software стали доступны в сервисе Steam. Bethesda Softworks, материнская компания которой купила id Software в 2009 году, отпраздновала в 2012 году 20-летний юбилей Wolfenstein 3D выпуском бесплатной браузерной версии игры.
Адаптация для аркадных автоматов VR была разработана компанией Alternate Worlds Technology и выпущена под названием Wolfenstein VR. Версия для SNES была разработана за 3 недели в марте 1993 года во время разработки Doom, после долгого отсутствия прогресса у подрядчика, который работал над портированием. Nintendo настаивала на том, что игра должна быть цензурирована в соответствии с её политикой. При разработке этой версии игры планировалось окрасить кровь в зелёный цвет, а в окончательной версии её убрали полностью. Для портирования игры на приставку Atari Jaguar Джон Кармак использовал исходный код версии для SNES. Atari дала разрешение на его использование, и Кармак потратил 3 недели при содействии Дейва Тейлора на повышение качества игры и улучшение графики. По словам Кармака, она стала в 4 раза более детализированной, чем оригинальная DOS-версия. Помимо этого, Кармак в версии для Jaguar вернул кровь и детали, которые были удалены по требованию Nintendo. Игра для Acorn Archimedes была портирована в Великобритании программистом Эдди Эдвардсом и издана Powerslave Software. Wolfenstein 3D для Apple IIGS разрабатывалась с осени 1994 года, работа была доверена программистке Ребекке «Бургер» Хейнемэн. Планировалась что эта версия будет издана компанией Vitesse, но из-за проблем с лицензированием игра была издана только через 4 года компанией Logicware. Версия для iOS, созданная лично Джоном Кармаком, в отличие от других версий игры, которые включали только 3 оригинальных эпизода и 3 эпизода The Nocturnal Missions, включала в себя также 3 эпизода Spear of Destiny.
В 2022 году немецкая организация USK впервые с 1994 года присвоила Wolfenstein 3D возрастной рейтинг 16, после чего магазины в Германии получили разрешение на продажу игры. Главной причиной долгого запрета было присутствие нацистской символики.

## Отзывы и критика
| Сводный рейтинг       | Сводный рейтинг                                                                       |
| Агрегатор             | Оценка                                                                                |
| --------------------- | ------------------------------------------------------------------------------------- |
| GameRankings          | (3DO) 82,50 % (GBA) 60,44 % (iOS) 76,60 % (PS3) 77,50 % (SNES) 58,33 % (X360) 62,75 % |
| Metacritic            | (GBA) 57 (PS3) 77 (X360) 66                                                           |
| Иноязычные издания    |                                                                                       |
| Издание               | Оценка                                                                                |
| Dragon                | (PC)                                                                                  |
| EGM                   | (3DO) 8,25 из 10 (Jaguar) 7,25 из 10 (SNES) 7 из 10                                   |
| GameSpot              | (GBA) 5,6 из 10                                                                       |
| IGN                   | (PS3) 8 из 10 (GBA) 5 из 10                                                           |
| Next Generation       | (Jaguar)                                                                              |
| Русскоязычные издания |                                                                                       |
| Издание               | Оценка                                                                                |
| Game.EXE              | 5 из 5                                                                                |
| «Страна игр»          | (3DO) 4 из 5                                                                          |

После выпуска Wolfenstein 3D получила положительные отзывы от критиков и игровых журналов. Крис Ломбарди из Computer Gaming World похвалил игру за «скупую, но тем не менее великолепную», «пугающе реалистичную» и «чрезвычайно жестокую» графическую составляющую, а также за уместное звуковое и музыкальное сопровождение. Говоря о насилии в игре, он «рекомендует тем, кто чувствителен к данным вещам, держаться подальше от этой игры». Ломбарди пришёл к выводу, что Wolfenstein 3D, наряду с Ultima Underworld, которая была выпущена 2 месяцами ранее, является «первой игрой, технологический уровень которой достаточен для приостановки неверия, позволяющей игроку эмоциональное погружение в атмосферу опасности». Ломбарди заявил, что он не знает другой игры, которая могла бы «вызывать такой сильный психологический отклик со стороны игроков». Wolfenstein 3D дважды была оценена как 5 из 5 звёзд на страницах журнала Dragon в 1993 году; Патрисия, Хартли и Кирк Лессер назвали её «определённо одной из лучших аркадных игр, когда-либо созданных для персональных компьютеров», высоко оценили графику и звуки и написали, что «стремительный экшен» может удерживать игроков у экрана неделями, если их не смущает внутриигровое насилие. Американский геймдизайнер Сэнди Петерсен в первом выпуске колонки Eye of the Monitor журнала Dragon утверждал, что «не существует ничего похожего на Wolfenstein» и что он «эволюционировал почти до неузнаваемости» по сравнению с породившей его игрой 1981 года. Похвалы критика удостоился быстрый геймплей. Сэнди описал Wolfenstein 3D как «веселую игру с большим количеством экшена», но при этом он заметил, что на более продвинутых уровнях Wolfenstein 3D становится чрезвычайно трудной, при этом теряя искупающий сложности эффект новизны. Позже Петерсен присоединился к команде id Software и разработал уровни для более поздних игр этой компании (Doom, Quake).
В связи с использованием нацистской символики и музыки «Хорста Весселя» версии для персональных компьютеров и Atari Jaguar были запрещены к продаже в Германии в 1994 году. Запрет на продажу игры был снят лишь в 2022 году.
Ранние портированные версии Wolfenstein 3D получили высокие оценки от прессы, хотя их продажи были описаны как «разочаровывающие». Рецензенты Electronic Gaming Monthly хорошо отозвались о портированной игре на SNES, отметив, что её объединяют с оригиналом хорошая музыка, запутанные лабиринты уровней и общая развесёлая атмосфера. Проявления цензуры — исчезнувшую кровь и перевод реплик персонажей на английский — они посчитали несущественными. Аналогично редакция журнала оценила и Jaguar-версию, отметив, что графика и звук в данной версии были значительно улучшены, но при этом указав, что слишком быстрое перемещение персонажа не даёт возможности точно прицелиться. В рецензии журнала GamePro игра для Jaguar удостоилась высокой оценки: критики заявили, что Wolfenstein 3D «установила новый стандарт» для игр для персональных компьютеров, а версия для Jaguar является лучшей на момент её выхода и даже превосходит оригинал благодаря улучшенной графике и звуковым эффектам. Майор Майк из GamePro хорошо отозвался о версии для 3DO, написав про отсутствие пикселизации, быструю подстройку масштаба, «зажигательную» музыку и высокое качество звуковых эффектов. Единственной проблемой он назвал слишком чувствительное управление. Критик пришёл к выводу, что игра, хотя и может показаться пресноватой по сравнению с последовавшей за ней Doom, «остаётся мощным шутером от первого лица». Напротив, рецензент журнала Maximum, написавший, что версия для 3DO была лучше оригинала и так же хороша, как и версия для Jaguar, в то же время оценил её как совершенно устаревшую по сравнению с играми, изданными недавно, — Hexen: Beyond Heretic и Doom для PlayStation. По его словам, новое портирование было бессмысленным, так как игра «довольно утомительна и очень-очень однообразна». Рецензент Next Generation посчитал, что Wolfenstein 3D «все ещё может увлечь, как и ранее», но в остальном высказался в том же духе, что и Maximum: по его словам, любой, кто интересуется шутерами от первого лица, либо уже играл в Wolfenstein 3D на другой платформе, либо ушёл дальше, к другим, более современным играм в этом жанре. Журнал «Страна игр» также отметил, что Wolfenstein 3D к моменту выхода на 3DO «выглядит уж слишком просто» относительно других, более новых игр в данном жанре, при этом похвалив графическую и музыкальную составляющие. Более поздний обзор Деймонда Хатфилда с сайта IGN содержал положительную оценку порту игры для PlayStation 3; отметив недостатки «устаревшей и несовершенной» игры, критик тем не менее назвал её «обязательной для прохождения каждым фанатом шутеров от первого лица».
Wolfenstein 3D в 1993 году победила в номинации «Лучшая аркадная/экшен-игра» на церемониях награждения Shareware Industry Awards и Codie award от Software Publishing Association. Wolfenstein 3D стала первой условно-бесплатной игрой, победившей в Codie, а id Software (c 6 работниками) — самой маленькой компанией из когда-либо получавших данную награду. В том же году Wolfenstein 3D была названа одной из лучших игр года на Game Developers Conference, журнал VideoGames & Computer Entertainment присудил ей победу в номинациях «Лучшая экшен-игра» и «Самая инновационная игра» 1992 года, редакция журнала Compute! выделила её в качестве «Лучшей аркадная/экшен-игры», а Computer Gaming World назвал её «экшен-игрой года». Wolfenstein 3D была признана журналом GamePro лучшей игрой для 3DO 1995 года, обойдя таких соперников, как The Need for Speed and D.

## Модификации и наследие
Wolfenstein 3D неоднократно служила основой для различных модификаций и портировалась на другие движки, в том числе — на движки более поздних игр id Software. Кроме модификаций для самой игры, существуют модификации для других игр, вдохновлённые Wolfenstein 3D или использующие её тематику и персонажей. Например, модификация Blade of Agony для GZDoom совмещает в себе элементы игр как серии Wolfenstein, так и франшизы Doom.
Wolfenstein 3D считается точкой отсчёта популярности шутеров от первого лица. Движок Wolfenstein 3D (часто в переработанном виде) использовали такие игры как Blake Stone: Aliens of Gold, Corridor 7, Operation Body Count, Super Noah's Ark 3D, Rise of the Triad, Shadowcaster. Сайт IGN пишет, что эта игра была началом пути id Software «к чему-то большему и лучшему». Doom вышел на иной технологический уровень по сравнению с Wolfenstein 3D: более разнообразные уровни, более детальная прорисовка персонажей и интерьера, улучшенная анимация персонажей. Позже, в 1996 году, id Software выпустила один из первых шутеров с полностью трёхмерной графикой — Quake. Исходный код оригинальной версии Wolfenstein 3D, как и последующих игр id Software, был опубликован разработчиками.
Популярность Wolfenstein 3D объясняют не только качеством графики и реализацией вида от первого лица, но и тем, что её создатели не стеснялись шокирующего содержания, и это имело большое значение для игроков. Когда игроки расстреливали врагов в более ранних играх, те исчезали. Однако в Wolfenstein 3D при получении урона враги падали и истекали кровью, а их тела оставались на полу. Помимо этого, в Wolfenstein 3D стала технологически возможна реализация нового игрового опыта. Данный эффект Джон Ромеро описывает следующим образом:
В Wolfenstein 3D шок [от игры] был только частью того, что увлекало в ней. Главным привлекательным качеством были сверхбыстрые трёхмерный движок и перемещение [в игровом мире]. Бо́льшую часть восторгов порождал чистый адреналиновый выброс от гонки со скоростью 70 кадров в секунду сквозь коридоры и уничтожения нацистов.
Оригинальный текст (англ.)With Wolfenstein, the shock was only half of the attraction. The main draw was the super-fast 3D rendering engine and movement. Most of the raves came from the pure adrenaline rush of speeding at 70 frames per second through corridors and mowing down Nazis.
Выпуск Wolfenstein 3D стал новаторским для своего времени с точки зрения формата распространения: пользователи могли загружать через Интернет пробную версию, а если игра нравилась, то приобрести полную. Такая модель позволила малым компаниям конкурировать с большими, у которых были значительные возможности в маркетинге.
После выхода Wolfenstein 3D серия пополнилась несколькими продолжениями. Приквел к Wolfenstein 3D, Spear of Destiny, вышел в том же году, что и основная игра, и повествовал о попытке Бласковица вернуть Копьё Судьбы, украденное нацистами. Несмотря на популярность Wolfenstein 3D, после 1992 года команда id Software больше не разработала ни одной игры в этой серии. Однако в 2001 году серия была перезапущена игрой Return to Castle Wolfenstein, разработанной Gray Matter Interactive, которая значительно отличалась от Wolfenstein 3D и рассказывала об иных приключениях Бласковица, в 2003 году была выпущена многопользовательская игра Wolfenstein: Enemy Territory от Splash Damage, в 2008 году вышла мобильная игра Wolfenstein RPG, а в 2009 году была выпущена игра Wolfenstein, разработкой которой занималась студия Raven Software. После покупки id Software компанией ZeniMax Media разработка игр серии была поручена шведской компании MachineGames, которая с 2014 года выпустила несколько новых игр серии: Wolfenstein: The New Order, Wolfenstein: The Old Blood и Wolfenstein II: The New Colossus.
Игра Doom II: Hell on Earth содержала два секретных уровня Wolfenstein 3D: первый и девятый уровни первого эпизода. В играх Wolfenstein: The New Order и Wolfenstein: The Old Blood есть секретные уровни, в точности повторяющие уровни из Wolfenstein 3D, при этом враги отображаются в виде спрайтов, а оружие и предметы остаются трёхмерными, аналогичными объектам из основной игры. В другой игре серии, Wolfenstein II: The New Colossus, Wolfenstein 3D представлена в комнате отдыха экипажа подводной лодки в виде игрового автомата с пародийной вымышленной немецкой компьютерной игрой Wolfstone 3D.